# Lago Frey
Lago Frey är en sjö i Argentina.   Den ligger i provinsen Río Negro, i den sydvästra delen av landet, 1 400 km sydväst om huvudstaden Buenos Aires. Lago Frey ligger 1 149 meter över havet.
I omgivningarna runt Lago Frey växer i huvudsak blandskog. Runt Lago Frey är det ganska glesbefolkat, med 24 invånare per kvadratkilometer.